# Carnival (SOFFetのアルバム)
Carnival（カーニバル）は、SOFFetの1枚目のアルバム。2003年8月20日発売。

## 概要
- キャッチコピーは「世界も踊るソッフェのバイオリズム!! 史上最楽（サイコー）のカ～ニバルがは～じまる!!」。
- 初回盤は通常盤と同じ内容で、「がむしゃらプライス!」の税込み2,500円になっている。
- 同年8月29日に、本作リリースに合わせてテレビ朝日系「ミュージックステーション」に初出演して、テレビ初披露された。

## 収録曲
1. Intro
  - 作詞：YoYo、GooF／作曲・編曲：YoYo
2. 南の島へ行きましょう
  - 作詞・作曲：YoYo、GooF／編曲：YoYo
3. 君がいるなら☆
  - 作詞・作曲：YoYo、GooF／編曲：YoYo
4. Carnival
  - 作詞・作曲：YoYo、GooF／編曲：YoYo
5. がむしゃら凸凹大レース!?
  - 作詞・作曲：YoYo、GooF／編曲：YoYo
6. When Can I?
  - 作詞：GooF／作曲：YoYo、GooF／編曲：YoYo、Liquid Funk
7. 〜音遊技〜
  - 作曲：YoYo

音遊技（オンユウギ）とは、音でお遊戯するという意味の造語である。シリーズとして今後のオリジナルアルバムでも制作されることとなる。
8. 上京 feat. Qumi
  - 作詞：GooF、Qumi／作曲：GooF、Qumi、YoYo／編曲：YoYo
9. 足跡
  - 作詞・作曲・編曲：YoYo
10. プレミアム☆デート
  - 作詞・作曲：YoYo、GooF／編曲：YoYo、Naoto the Bomb
11. 〜ファンファン大佐〜 feat. サイプレス上野とロベルト吉野
  - 作詞・作曲：GooF、YoYo、サイプレス上野／編曲：SOFFet、サイプレス上野とロベルト吉野
12. Off The Hook（C→B Ver.）
  - 作詞・作曲：YoYo、GooF／編曲：YoYo、Liquid Funk
13. Music Is My Love
  - 作詞：YoYo、GooF／作曲：YoYo、GooF、鈴木よしひさ／編曲：鈴木よしひさ
14. Outro
  - 作曲・編曲：YoYo